# Quasipaa
Quasipaa é um género de anfíbios da família Dicroglossidae. Está distribuído por China, Vietname, Laos, Tailândia e Cambodja.

## Espécies
- Quasipaa acanthophora Dubois and Ohler, 2009
- Quasipaa boulengeri (Günther, 1889)
- Quasipaa courtoisi (Angel, 1922)
- Quasipaa delacouri (Angel, 1928)
- Quasipaa exilispinosa (Liu and Hu, 1975)
- Quasipaa fasciculispina (Inger, 1970)
- Quasipaa jiulongensis (Huang and Liu, 1985)
- Quasipaa robertingeri (Wu and Zhao, 1995)
- Quasipaa shini (Ahl, 1930)
- Quasipaa spinosa (David, 1875)
- Quasipaa taoi Pham, Hoang, Phan, Nguyen, and Ziegler, 2022
- Quasipaa verrucospinosa (Bourret, 1937)
- Quasipaa yei (Chen, Qu, and Jiang, 2002)